# Semiothisa inordinaria
Semiothisa inordinaria là một loài bướm đêm trong họ Geometridae.